# Robb Wells
Robert Christopher "Robb" Wells (ur. 20 marca 1971 w Moncton) – kanadyjski aktor i scenarzysta. Znany głównie dzięki roli Ricky'ego w serialu Chłopaki z baraków (Trailer Park Boys).

## Życiorys
Wells urodził się w kanadyjskim Moncton (Nowy Brunszwik). Gdy miał osiem lat przeniósł się do Dartmouth w Nowej Szkocji. 
W styczniu 2006, The Globe i Mail opublikował artykuł, w którym ujawnia, że Wells jest dalekim kuzynem premiera Kanady Stephena Harpera.

## Filmografia
- 2001–2008, od 2014: Chłopaki z baraków (Trailer Park Boys) jako Ricky LaFleur
- 2002: Virginia (Virginia's Run) jako Rob
- 2004: A Hole in One jako Joe
- 2006: Trailer Park Boys: The Movie jako Ricky
- 2009: Święci z Bostonu 2: Dzień Wszystkich Świętych jako Jimmy Gofer
- 2011: Hobo with a Shotgun jako Logan
- 2012: Archer jako Kenny Bilko (głos)